# Oecetis vulgata
Oecetis vulgata är en nattsländeart som först beskrevs av G. Marlier 1956.  Oecetis vulgata ingår i släktet Oecetis och familjen långhornssländor. Inga underarter finns listade i Catalogue of Life.